# Filosofia bizantina
Filosofia bizantina refere-se as ideias filosóficas distintas dos filósofos e estudiosos do Império Bizantino, especialmente entre os século VIII-XV. Foi caracterizada por uma visão de mundo cristão, mas do qual pode-se extrair ideias diretamente dos textos gregos de Platão, Aristóteles e os Neoplatônicos.

## História
A ciência e literatura gregas permaneceram vivas no mundo bizantino, e a filosofia bizantina baseou-se pesadamente em Platão, Aristóteles e nos Neoplatônicos, mesmo se agora era cristã em tom. No século VII, João Damasceno produziu uma enciclopédia em três-partes contendo em sua terceira parte uma exposição sistemática da teologia cristão. No século IX Fócio, o patriarca de Constantinopla, coletou muitos trabalhos de escritores antigos, e estudou a lógica aristotélica, e seu pupilo Aretas comentou os trabalhos de Platão e Aristóteles. Pelos século XI-XII houve um interesse crescente no ensino de filosofia, e temos figuras tais como Miguel Pselo, Eustrácio de Niceia e Miguel do Éfeso que escreveram comentários sobre Aristóteles.
Nos século XIII-XIV temos importantes filósofos tais como Nicéforo Blemides e Teodoro Metoquita. Uma figura importante foi Gregório Palamas que desenvolveu um movimento místico conhecido como hesicasmo que envolvia o uso da oração noética de Jesus para alcançar uma visão da Luz não criada chamada de Iluminação ou Visão de Deus. Foi o movimento hesicasta que causou dissidências no Oriente cristão que levou muitos filósofos a irem para o Ocidente. Esta migração desempenhou um papel crítico na manifestação do Renascimento no Ocidente. Especialmente o papel de Barlaão da Calábria, que opôs-se a hesicasmo, atuando na formação da teologia católico-romana no Ocidente O último grande filósofo do Império Bizantino foi Gemisto Pletão que imaginou que um platonismo restaurado poderiam reverter o declínio do império. Ele foi uma importante figura na transmissão da filosofia antiga para o Ocidente.

## Instituições de ensino
A sociedade bizantina foi bem educada pelos padrões de seu tempo, com altos níveis de literatura se comparada com o resto do mundo. Significativamente possuía um sistema de educação secular que foi uma continuação das academias da antiguidade clássica. A educação primária foi amplamente disponível, mesmo ao nível das vilas. Excepcionalmente naquela sociedade a educação era disponível para ambos os sexos. Foi neste contexto que a secular Universidade de Constantinopla pode ser entendida. Mais ainda , a educação secular foi comum, até certo ponto, no império. Como há muitos séculos, antes da conquista muçulmana, instituições similares operaram nas grande capitais provinciais como Antioquia e Alexandria.
A escola original foi fundada em 425 pelo imperador Teodósio II (r. 408-450) com 31 cadeiras para Direito, Filosofia, Medicina, Aritmética, Geometria, Astronomia, Música, Retórica e outros assuntos, 15 para Latim e 16 para Grego. A universidade existiu até o século XV. O principal conteúdo da educação superior para muitos estudantes foi retórica, filosofia e direito. Com o objetivo de produzir indivíduos competentes e eruditos para ocuparem postos burocráticos do Estado e Igreja. Neste sentido a universidade foi um equivalente secular das Escolas Teológicas. A universidade manteve uma tradição filosófica ativa baseada no platonismo e aristotelismo, sendo a mais antiga a formar uma escola platônica ininterrupta, que existiu perto de 2 milênios, até o século XV.
A escola do Magnaura foi fundada no século IX e no século XI novas escolas de filosofia e direito foram estabelecidas na Escola Capital. O período de declínio começou com a conquista latina de 1204, embora a universidade sobreviveu como uma instituição não-secular sob a administração da Igreja até a Queda de Constantinopla.

## Questões e ideias

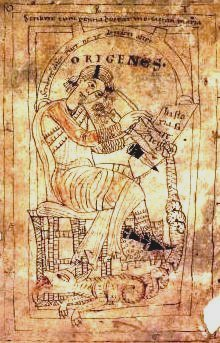
Representação do filósofo Orígenes

As características principais da filosofia bizantina são:
1. A hipóstase pessoal de Deus  como a o princípio não só da substância mas também do ser (ontologia, metafísica). Pessoa como ontológica ao invés de substância ou essência.
2. A criação do mundo por Deus e o calendário limitado do universo.
3. O processo contínuo da criação e o propósito por trás dela.
4. A percepção de mundo como a realização no tempo daquilo que é perceptível para a mente, tendo sua hipóstase eterna no intelecto divino (nous).

O mundo e humanidade são assuntos da Divina Providência, mas os filósofos bizantinos afirmavam a necessidade do livre-arbítrio e autodeterminação. A alma como imortal é incriada em suas energias, mas criada em si. Alma é corpo mais espírito, e diretamente conectada com o intelecto para permitir a realização da felicidade por meio da liberdade de decisão. O relacionamento entre Deus e os seres humanos é baseado no amor, que explica o lugar central dos humanos na criação.

### Neoplatonismo
A relação entre o conhecimento místico-religioso de Deus e um filosófico tem vários estágios de desenvolvimento na história do Oriente romano. Ao nous como mente na filosofia bizantina é dado o papel central no conhecimento apenas quando está situado ou reconciliado com o coração ou alma da pessoa. A alma sendo toda a unidade do homem, a mente racional e noética sendo parte integral da alma do homem. Versões mais antigas do sincretismo filosófico cristão e grego são em períodos modernos referidos como o neoplatonismo. Um exemplo disto pode ser visto nos trabalhos de Orígenes e seu ensinamento sobre a nous: para Orígenes, todas as almas pré-existiram com o Criador delas em um perfeito estado espiritual (não-material) como "mentes" ou nous, mas depois caíram a fim de prosseguir uma existência independente de Deus. Desde que todas as almas foram criados absolutamente livres, Deus não poderia simplesmente forçá-las a retornar para Ele (isto foi, de acordo com Orígenes, devido ao imenso amor e respeito de Deus por suas criações). Ao invés disso, Deus criou o cosmos material, e iniciou a história, com o objetivo de guiar as almas rebeldes de volta para a contemplação de sua mente infinita, que é, de acordo com Orígenes, o estado perfeito, o que exclui qualquer conceito de danação eterna ou inferno.